# Puriri
Puriri est une petite localité au niveau de la plaine d’Hauraki (en) dans le nord de l ‘Île du nord de la Nouvelle-Zélande.

## Situation
Elle siège à approximativement 14 km au sud-est de la ville de Tahmes.

## Histoire
Puriri était à l’origine un village de l’iwi de Ngāti Maru (en), qui fut visité par Rev. Henry Williams enoctobre 1833, quand les missionnaires de la Société des missionaires de l’église ou CMS (en): William Thomas Fairburn (en), John Alexander Wilson (en), John Morgan (en) et James Preece établirent une station de  mission dans le village .
En 1835, James Stack (en) fut engagé pour la mission de Puriri.
Toutefois, les missionnaires quittèrent la mission la même année du fait des combats survenus dans le secteur de Waikato.
Fairburn retourna dans la Mission Puriri après la fin des combats .
Preece reprit la mission en 1834 avec l’assistance du Rev. James Hamlin.
En 1838, la station fut transférée à Parawai (une partie de la ville actuelle de Thames).
En 1868, Puriri fut la localisation d’une mine d'or officielle durant la ruée vers l’or de Thames -Coromandell.
La gare de Puriri (en) était aussi située à l’ouest du village à  59,54 km de la gare de Morrinsville et fut ouverte à partir de 1898 et jusqu’en 1951.
L’ancien tracé du chemin de fer est maintenant utilisé par le chemin de randonnée d’Hauraki Trail (en).

## Éducation
L’école de Puriri  est une école primaire mixte, accueillant les enfants des années 1 à 8, avec un  taux de décile de 7 et un effectif de 31 élèves.
L’école a célébré son 80 e anniversaire en 1961 et son 125 e anniversaire  en 2003.
Ce fut la plus ancienne école appelée Puriri School, qui a fleuri dès 1837.